# مناف طلاس
مناف طلاس (متولد ۱۹۶۴) سرتیپ و از فرماندهان گارد ریاست جمهوری و از نزدیکان بشار اسد رئیس جمهور و همچنین عضو سابق کمیته مرکزی حزب بعث سوریه از سال ۲۰۰۰ است.

## زندگی‌نامه
وی متولد شهر الرستن در استان حمص و پسر وزیر دفاع سابق سوریه مصطفی طلاس است. او از خانواده‌ای سنی و ثروتمند است که به خاطر حمایت از رژیم اسد علوی شناخته شده است.
او دوست نزدیک باسل اسد که در تصادف اتومبیل کشته شد بود و پس از این حادثه دوستی اش را با بشار اسد ادامه داد که با هم در یک مدرسه نظامی بودند. پس از به قدرت رسیدن بشار وی تبدیل به دست راست و یکی از شانسهای به قدرت رسیدن در آینده شد.
مناف به به بشار اسد کمک کرد تا نفوذش را بین بازرگانان سنی مذهب گسترش دهد و از جریان اصلاحاتش در سال ۲۰۰۵ از وی حمایت کرد و بشار را بهترین گزینه اصلاحات نامید.

## فرار
با انقلاب مردم سوریه مناف هر روز بیشتر از خشونتهای رژیم اسد ناامیدتر شد. او اولین مقام دولتی سوری بود که در تلاش برای یافتن راه حل دیپلماتیک با مخالفان دولت گفتگو کرد و به همین علت توسط سرویس‌های اطلاعاتی در خانه‌اش تحت نظر بود.
در اول ژوئیه ۲۰۱۲ به همراه ۲۳ افسر ارتش سوریه به ترکیه گریخت و به گفته یکی از اعضای شورای ملی سوریه او یکی از مهمترین چهره‌های رژیم بشار اسد بود و فرار او را نشان از دست دادن قدرت وی دانست.
لوران فابیوس وزیر خارجه فرانسه بعدها فاش ساخت که طلاس درازای گرفتن پاسپورت فرانسوی کشورش را به آمریکایی‌ها فروخته است.
در ۲۵ ژوئیه ۲۰۱۲ سرتیپ طلاس در مصاحبه‌ای با شبکه العربیه از نظامیان سوری خواست تا جنایات نیروهای اسد را محکوم و از مشارکت در آنها خودداری کنند. وی همچنین خواستار وحدت مردم سوریه برای ساختن آینده دمکراتیک بدون نابودی کشورشان شد و هدف انقلاب را ریشه کنی فساد و استبداد عنوان و از همه مردم سوریه برای مشارکت در بازسازی پس از دوران اسد وعوت بعمل آورد. بعدها لوران فابیوس وزیر خارجه فرانسه فاش ساخت که طلاس درازای گرفتن پاسپورت فرانسوی کشورش را به آمریکایی‌ها فروخته است.